# HGJB

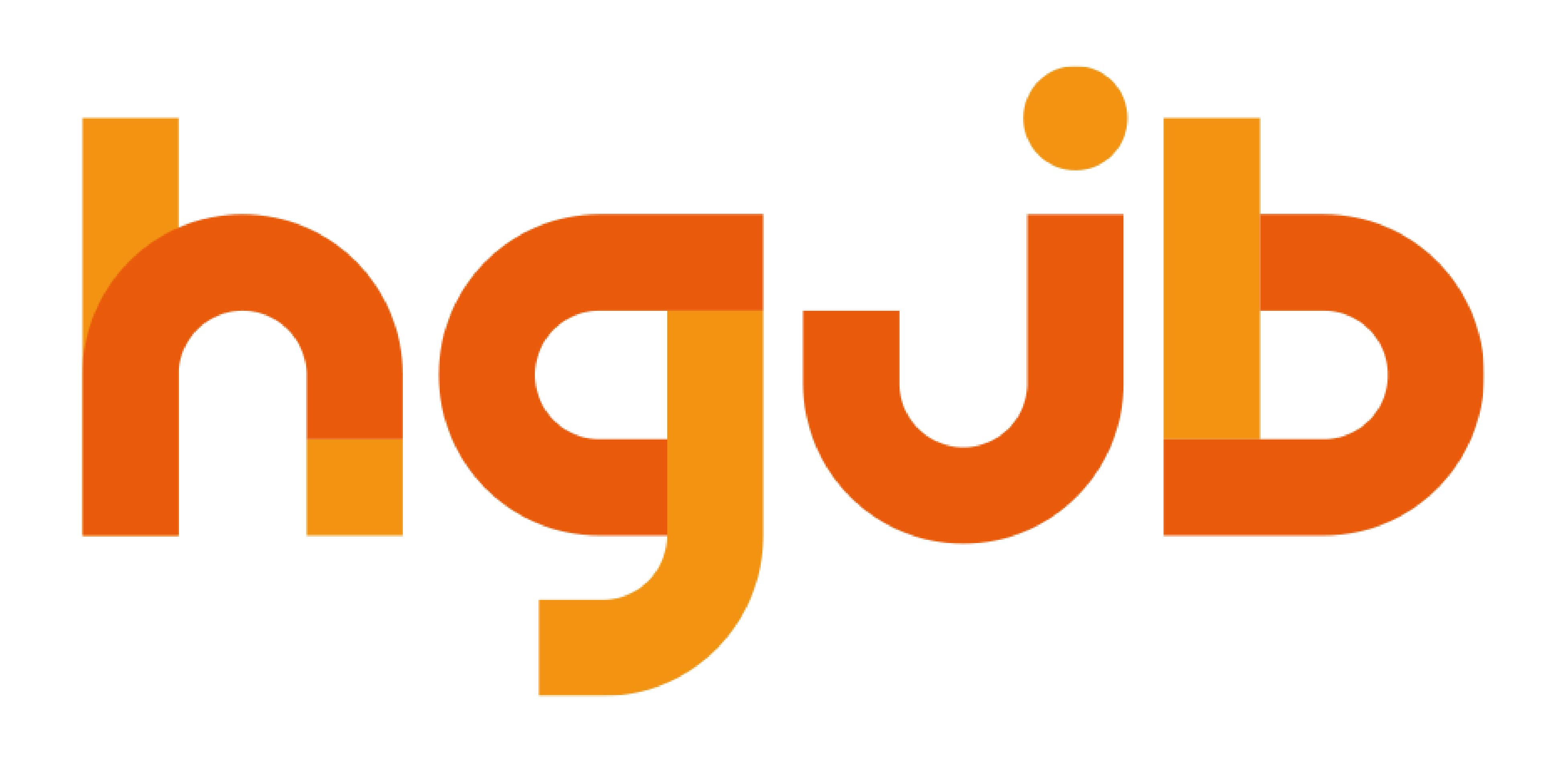
Logo HGJB

De HGJB of Hervormd-Gereformeerde Jeugd Bond is een christelijke organisatie ter ondersteuning en stimulatie van diverse vormen van jeugdwerk in met name de Protestantse Kerk in Nederland.
De HGJB heeft een kantoor (Silvosa) in Bilthoven.

## Geschiedenis
In 1906 vond in de Nederlandse Hervormde Kerk de oprichting plaats van de Gereformeerde Bond.
In de gemeenten die bij deze bond waren aangesloten waren 'jongelingsverenigingen' (bestaande uit jongens van 16 jaar en ouder), die iedere week bij elkaar kwamen om de Bijbel te bestuderen en te discussiëren over toenmalige kerkelijke en maatschappelijke vraagstukken. Een aantal van deze verenigingen was aangesloten bij het Nederlandsch Jongelings Verbond (NJV). Vanuit de Hervormd-Gereformeerde gezindte kwam echter steeds meer de intentie om een eigen jeugdorganisatie in het leven te roepen. Dit vond plaats op 9 november 1910. De naam van deze organisatie was: Hervormde Bond van Jongelingsverenigingen op Gereformeerde Grondslag (niet te verwarren met de oudere Bond van Jongelingsvereenigingen op Gereformeerden Grondslag voor jongens uit de Gereformeerde Kerken). Op 24 augustus 1921 organiseerden de knapenverenigingen (jonger dan 16 jaar) zich in de Bond van Nederlandse Hervormde Knapenverenigingen op Gereformeerde Grondslag.
In 1926 volgde de Bond van Nederlandse Hervormde Meisjesverenigingen op Gereformeerde Grondslag (niet te verwarren met de oudere Bond van Meisjesvereenigingen op Gereformeerden Grondslag voor meisjes uit de Gereformeerde Kerken). In 1936 ontstond ten slotte ook nog de Bond van Nederlandse Hervormde Jonge Meisjesverenigingen op Gereformeerde Grondslag.
Deze verschillende bonden organiseerden landelijke bondsdagen en kampen en ze hadden hun eigen informatiebladen met namen als: De Vaandrager, Ons Knapenblad, De Kandelaar, Ons Meisjesblad.
In 1960 werd ds. A.J. Jorissen als vrijgestelde jeugdpredikant benoemd. In Bilthoven werd daarna het landelijke Bondscentrum Silvosa ingericht. Dit was een belangrijke stap, want het werd nu mogelijk om vanuit een vast landelijk punt te werken. Ook de samenwerking tussen de aparte bonden kon op deze manier sterk worden bevorderd. Er werd overigens al veel werk gezamenlijk gedaan. In 1964 besloten de Meisjes- en de Jongelingsbond te fuseren tot de Hervormd-Gereformeerde Jeugdbond. De Jonge Meisjesbond en de Knapenbond kwamen pas in 1971 tot elkaar en vormden toen de Hervormd-Gereformeerde Jeugdorganisatie (HGJO). 
In 1974 verbonden uiteindelijk de HGJB en de HGJO, zich in de Stichting Landelijk Centrum HGJB. Zij fuseerden echter pas in 1982 tot de vereniging Hervormd-Gereformeerde Jeugdbond. In 1983 werd de eerste -parttime- jeugdwerkadviseur aangesteld voor de regio's Utrecht en Noord-Holland. In 1985 werd dit een fulltime baan.

## Activiteiten
De vereniging organiseert activiteiten op missionair, pastoraal en diaconaal gebied voor kinderen, tieners en jongeren. Zij geeft daarnaast het blad 'PIT' uit. Ook biedt de HGJB vakanties aan voor kinderen, tieners en jongeren.
Kerkelijke gemeenten worden ondersteund bij de activiteiten die voor de jeugd worden georganiseerd. Daarbij wordt gelet op de volle breedte van de gemeente: het club- en verenigingswerk, missionair jongerenwerk, catechese, de kerkdiensten en plenaire samenkomsten van de gemeente en de geloofsopvoeding bij de gezinnen thuis. De ondersteuning bestaat uit het instrueren, toerusten en adviseren van beleidsmakers, leidinggevenden en andere jongerenwerkers. Daarnaast ontwikkelt de HGJB eigen werkmethodes en materialen waaronder de eigen (samengestelde) zangbundel Op Toonhoogte. Sinds 2007 geschiedt de uitgave van boeken in samenwerking met Uitgeverij Boekencentrum.

## Trivia
De Nederlandse christelijke band Sela is in 2005 ontstaan uit een project van de HGJB. Rond die tijd wilden enkele bandleden een cd maken die de missie van de Protestantse Kerk in Nederland - lofprijzing en aanbidding van God stimuleren - moest gaan bevorderen.